# Oddział Władysława Rembowskiego
Oddział Władysława Rembowskiego – partia powstańcza jazdy polskiej okresu powstania styczniowego, operująca na ziemi sieradzkiej.
Dowódcą oddziału był Władysław Rembowski, a inicjatorem jego powstania podpułkownik Pini.
Płk Franciszek Kopernicki (1824–1892) tak opisał oddział Rembowskiego na s. 13 swoich pamiętników:

Oddział liczył 280 koni, podzielony był na 3 szwadrony. Pierwszym dowodził por. Mniewski, drugim por. Orłowski, trzecim por. Błeszyński. Instruktorem ogólnym był mjr Bojarski. Oddział był dobrze uzbrojony, lecz nie najlepiej umundurowany, karności i porządku wojskowego niewiele, wyćwiczony zaś dostatecznie, chociaż niektórzy z żołnierzy nie umieli jeździć, a kilkunastu naliczyłem dzieciaków. Po odbytym przez jenerała przeglądzie i mustrze, którą według instrukcji Piniego oddział odbywał w jednoszeregowym szyku, oddział wstąpił do obozu i połączył się z kaliskim, stanowiąc jakiś czas osobną jednostkę pod nazwą jazdy sieradzkiej.

1 czerwca 1863 szwadron ten rozbił pod Wartą patrol kozacki (25 Kozaków). Po niefortunnej walce pod Kamieńskiem rtm. Rembowski został odsunięty od dowodzenia i przeniesiony w Piotrkowskie.